# Hôtel du Louvre
Pour les articles homonymes, voir Louvre.

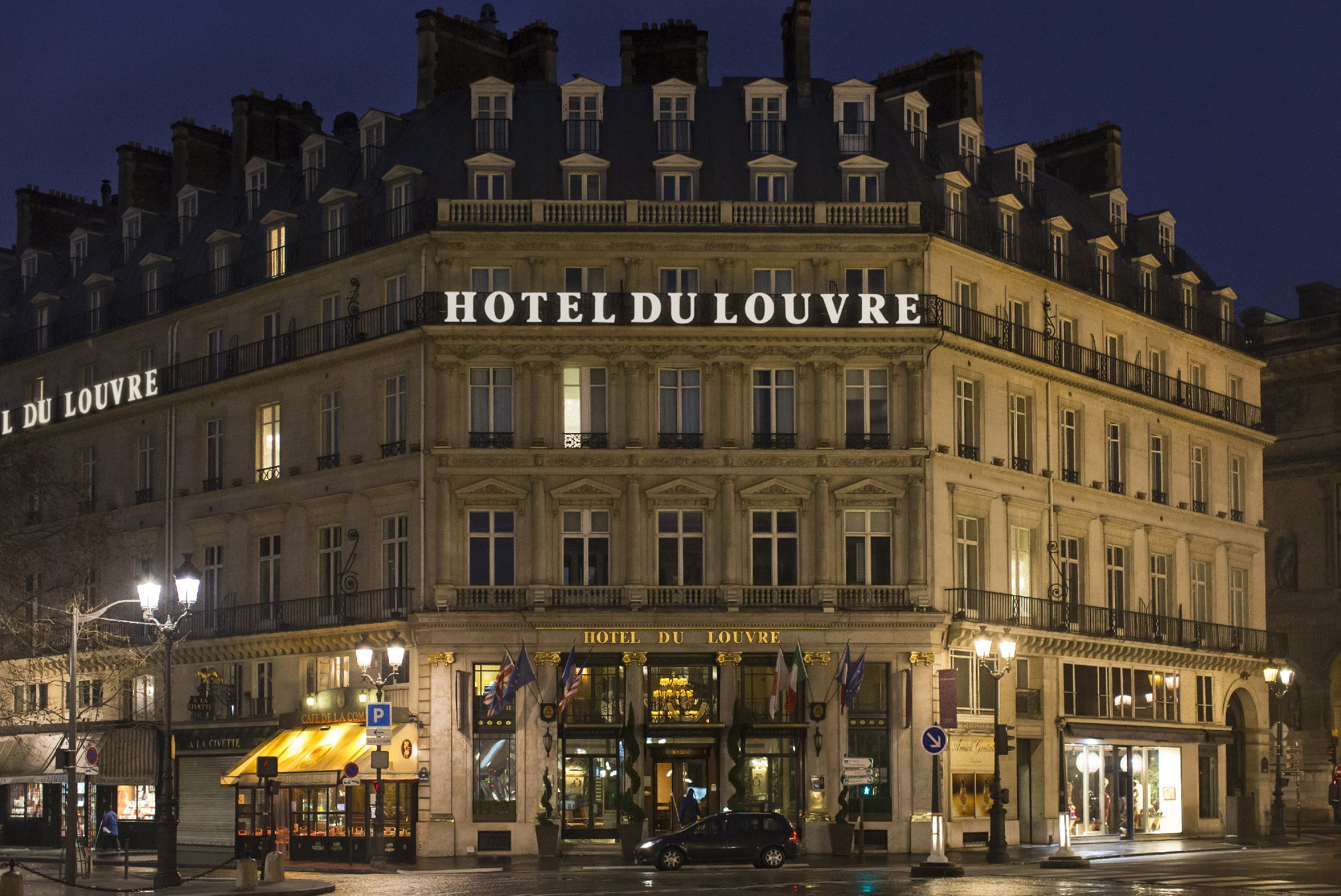
L'hôtel, sur la place André-Malraux.

L’hôtel du Louvre est un hôtel de luxe parisien de style Second Empire, de catégorie 5 étoiles. Il est situé en face du musée du Louvre, place André-Malraux dans le 1er arrondissement. Il est la propriété du groupe Constellation Hotels Holdings et est exploité par la chaîne Hyatt.

## Situation et accès
L'hôtel occupe l'îlot se trouvant entre les rues de Rivoli (face au Palais du Louvre), de Rohan, Saint-Honoré (vis-à-vis de la Comédie-Française) et la place du Palais-Royal (vis-à-vis du Louvre des Antiquaires). Il se trouve dans l'axe de l'avenue de l'Opéra.

## Historique

### Le Grand Hôtel du Louvre (1855)

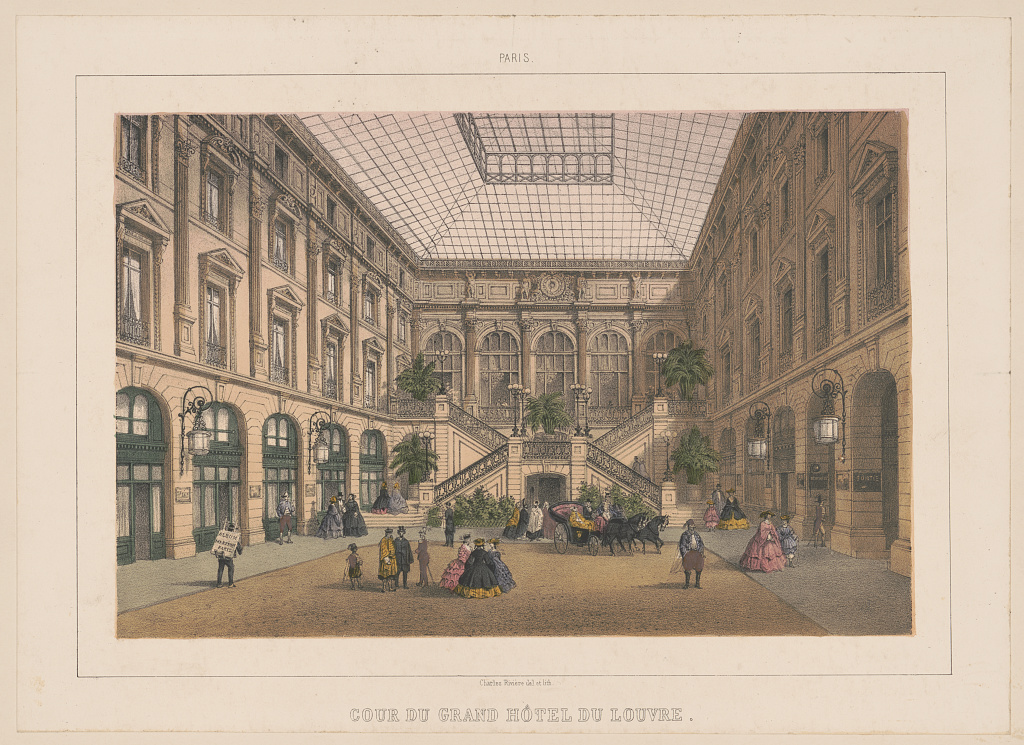
Le cour du Grand Hôtel du Louvre dans les années 1870.

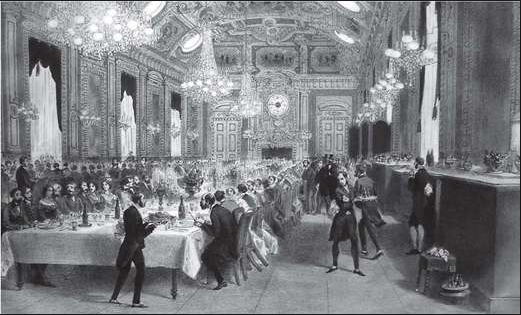
La Table d'hôte, restaurant principal du Grand Hôtel du Louvre vers 1870.

L’hôtel du Louvre a été voulu par l’empereur Napoléon III en 1855. Sous l’impulsion du préfet Haussmann, la ville a été largement transformée. Les ruelles sombres et insalubres qui entouraient le musée du Louvre ont disparu au profit de larges artères. À l’ouverture de la rue de Rivoli, Napoléon III lance les projets du nouvel Opéra et de l'avenue qui le desservira. La France industrielle se construit et accroît son rayonnement. On prépare les Expositions universelles de 1855 et 1867. De « Grands Hôtels » seront alors construits et – à la demande de Napoléon III – le « Grand Hôtel du Louvre » sera le premier d’entre eux. L'hôtel est d'abord construit à l'est de son emplacement actuel, sur l'emprise du Louvre des Antiquaires.
Alors doté de quelque 700 chambres au confort moderne, d’ascenseurs et de larges escaliers, ce « Grand Hôtel du Louvre » est l’un des plus modernes de son époque[réf. nécessaire]. Il compte 1250 employés qui s’y activent quotidiennement tandis que de nombreux services sont pour la première fois[réf. nécessaire] proposés aux voyageurs : liaisons par voiture omnibus entre l’hôtel et les gares, guides, interprètes, bureau de renseignements et bureau de change. Son restaurant acquiert lui aussi une réputation internationale car – en plus des plats régionaux – il est le premier[réf. nécessaire] à proposer les plats les plus célèbres de divers pays étrangers.
Dès 1855, 41 boutiques de luxe occupent le rez-de-chaussée du Grand Hôtel du Louvre. Constamment agrandis, les espaces commerciaux envahissent peu à peu tout l'hôtel. Celui-ci finit par céder, à la fin des années 1880, la place aux Grands Magasins du Louvre dont une publicité porte alors la légende « Tout l'hôtel du Louvre converti en magasin ».

### L'hôtel du Louvre (depuis 1887)

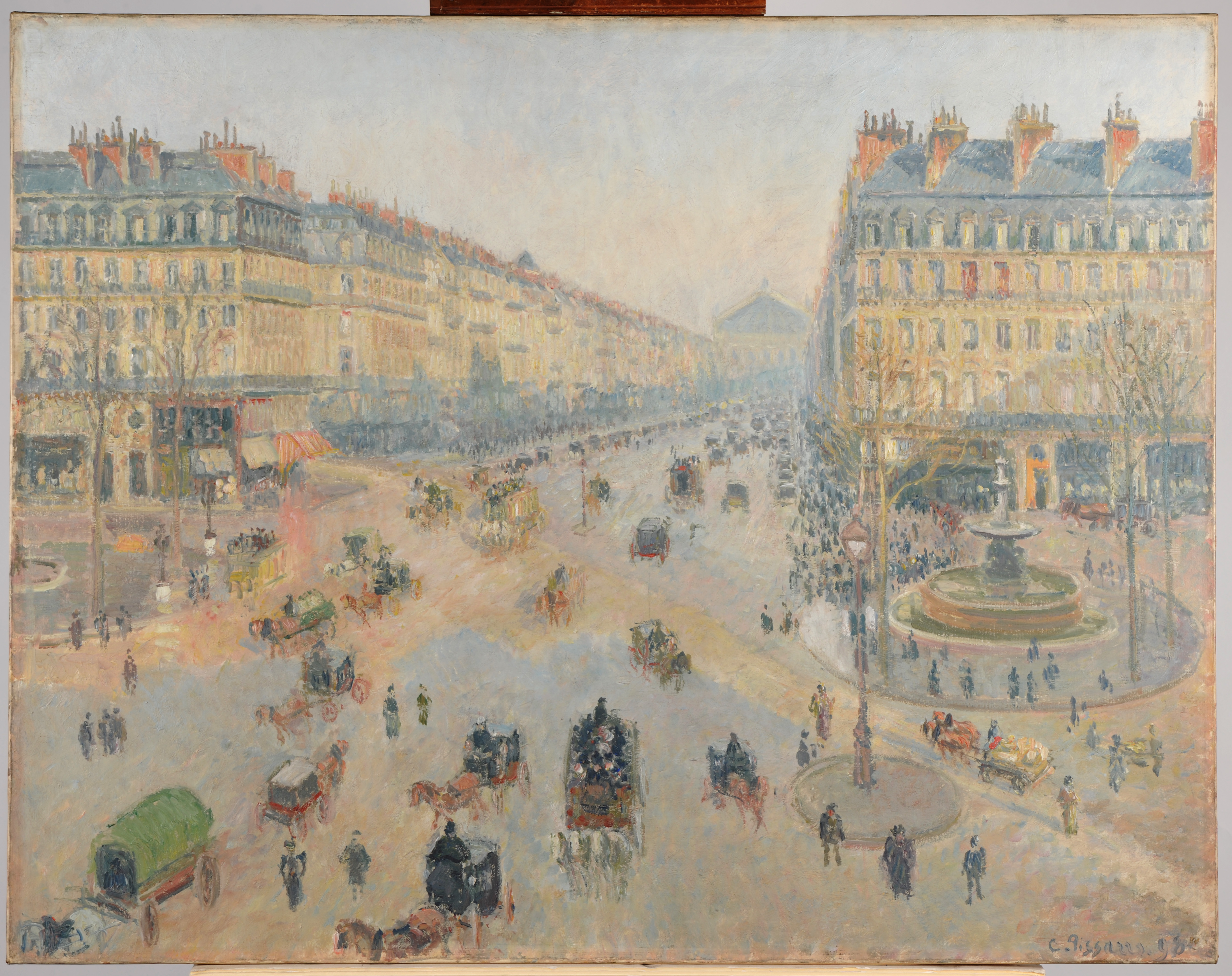
Camille Pissarro, Avenue de l'Opéra, soleil, matinée d'hiver, 1898.

En 1887, l’hôtel est déplacé de l’autre côté de la place du Palais-Royal – là où il se trouve actuellement – afin de laisser plus de place aux Grands Magasins du Louvre. Le peintre impressionniste Camille Pissarro y peignit en 1897 et 1898 plusieurs tableaux, dont certains depuis les fenêtres de la Suite qu’il occupait et qui porte aujourd'hui son nom.
Le psychanalyste Sigmund Freud séjourna à l'hôtel en 1910 et y écrivit Un Souvenir d'Enfance de Léonard de Vinci. L’hôtel inspira également Arthur Conan Doyle, qui y fit séjourner un personnage dans une aventure de Sherlock Holmes ; dans le hall, une plaque posée à l'initiative de la Société Sherlock Holmes de France y fait référence.
Durant la Seconde Guerre mondiale, l'hôtel du Louvre fut le quartier général d'un Sonderkommando SS.
En 2001, l’hôtel a été redécoré par l’architecte Sybille de Margerie.
En juin 2012, la presse indique que l'hôtel, détenu par le groupe Concorde Hotels & Resorts, est vendu, en plus du Martinez, du Palais de la Méditerranée et du Concorde La Fayette, à des investisseurs du Qatar. La finalisation du rachat est annoncée officiellement le 1er février 2013. L'hôtel est désormais détenu par Constellation Hotels Holdings, une société de gestion basée au Luxembourg et contrôlée par des capitaux qatariens. Dans le même temps, la chaîne hôtelière américaine Hyatt est choisie comme exploitant.
Son intérieur et les façades sur les rues Saint-Honoré et de Rohan ont été une fois encore rénovés en 2018-2019.

## Architecture

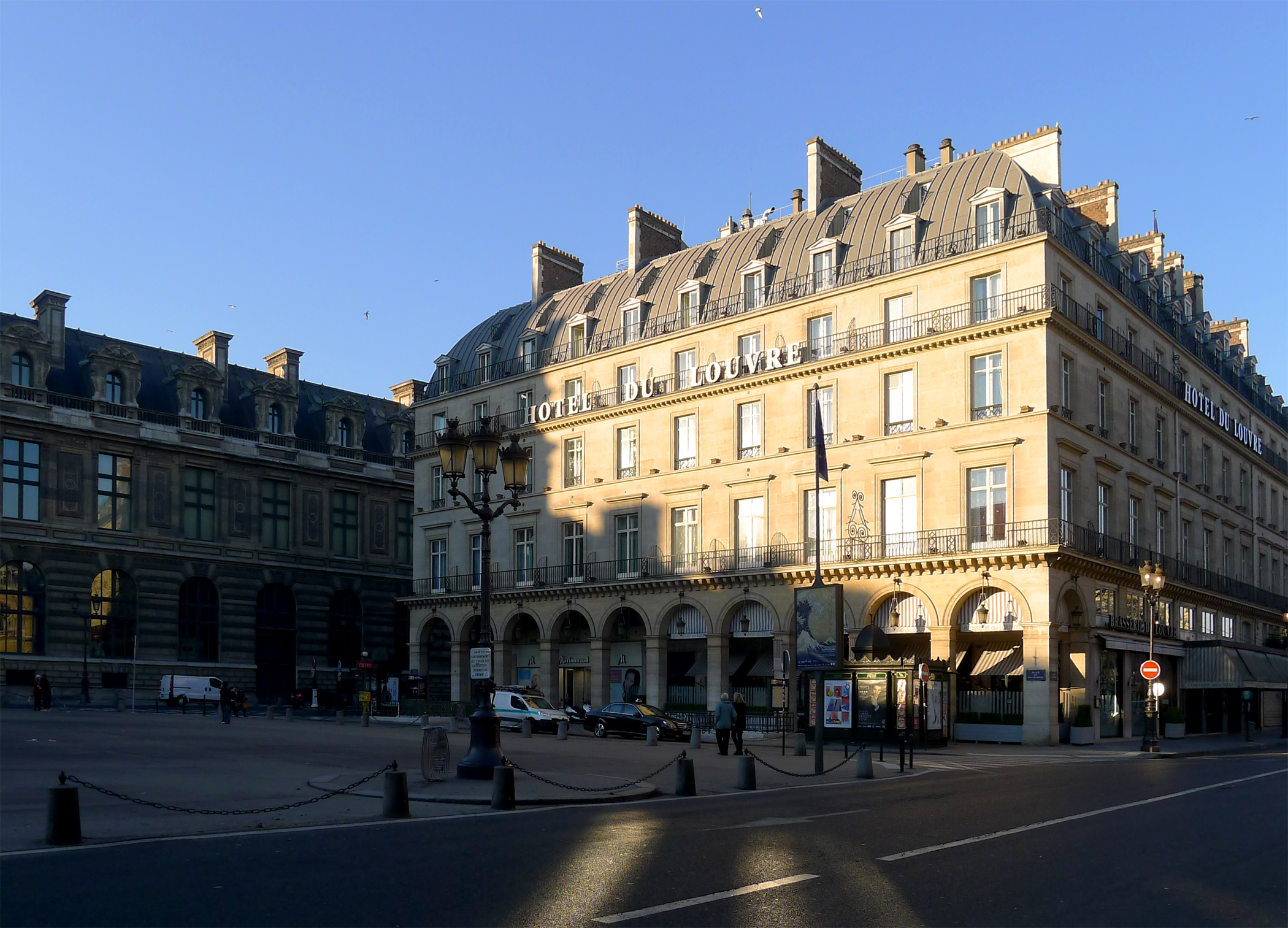
La façade de l'hôtel sur la place du Palais-Royal.

Le bâtiment d'origine a été construit sous le Second Empire par les architectes Jacques Hittorff, Alfred Armand, Charles Rohault de Fleury et Auguste Pellechet. L'hôtel disposait d’une architecture extérieure de style haussmannien : marbre, boiseries claires, colonnes, lustre et escalier imposants, grandes hauteurs sous plafond, lumière, verrière.

## Influences et utilisations
Dans le roman Pot-Bouille, Émile Zola place le repas du soir après la noce à l’hôtel du Louvre. Dans le film de Julien Duvivier tiré en 1957 de l’ouvrage, avec Gérard Philipe, la réception est filmée dans un décor reconstituant l’hôtel, recréé dans les studios de Billancourt. Mathieu Amalric utilise l'ensemble de l'hôtel comme cadre de son adaptation de L'Illusion comique (2010).